# Rifleman

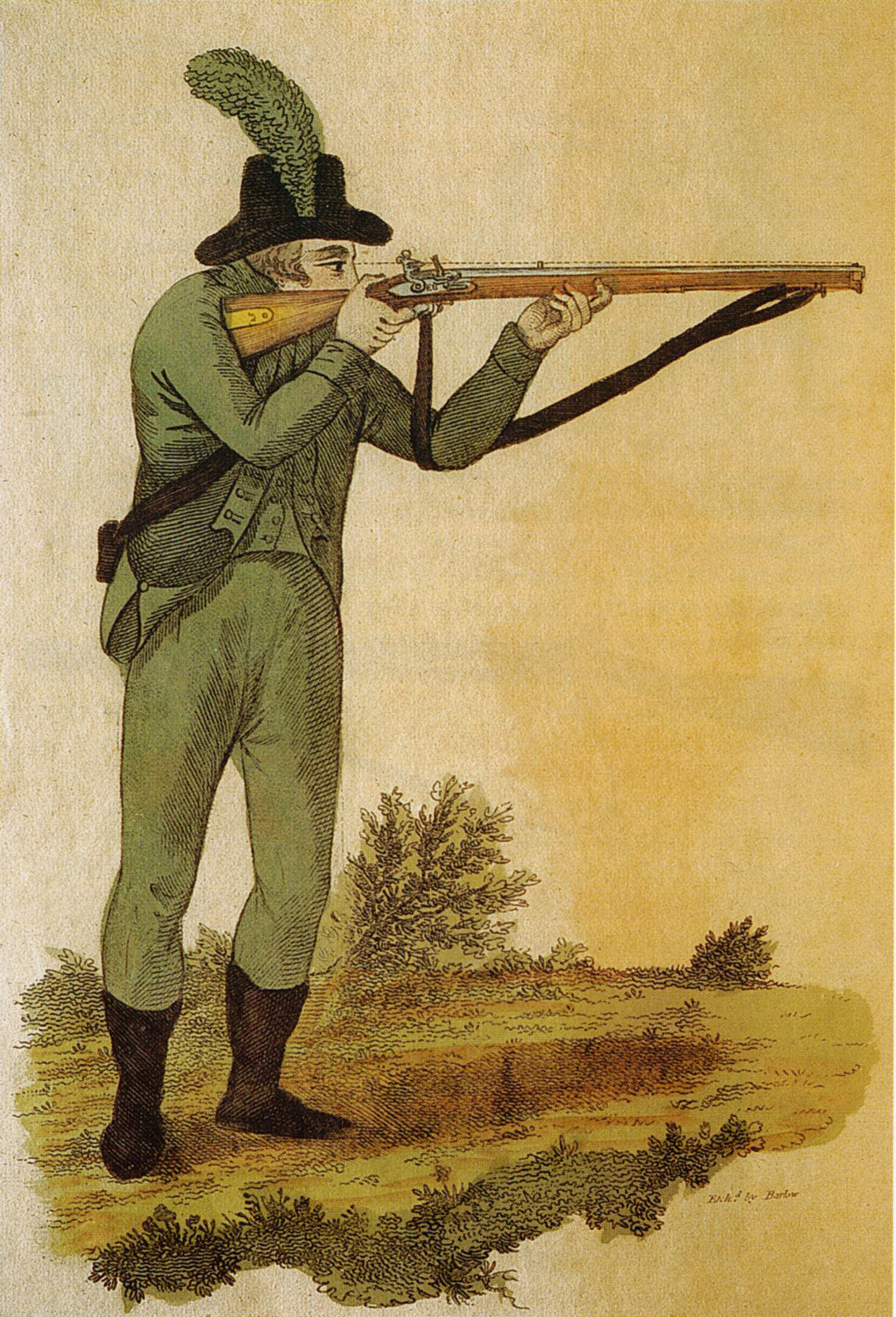
Rifleman des tuniques vertes de l'armée britannique vers 1803

Un rifleman, dans les armées britanniques, est un fusilier. C'est le premier grade de militaire du rang dans les unités d'infanterie.

## Histoire
Le rôle de tireur (rifleman) prend ses origines des arquebusiers du XVIe siècle et des mousquetaires du XVIIe siècle. Le terme de rifleman ne prend réellement naissance qu'au XVIIIe siècle avec l'introduction du mousquet à canon rayé (rifled musket). Au XIXe siècle, des régiments entiers de riflemen sont formés et sont le pilier de l'infanterie standard. Par la suite, le terme de rifleman devient un terme générique désignant tout fantassin ordinaire.

## Pays
De nombreux pays utilisent ou ont utilisé la dénomination rifle dans la dénomination de certains de leurs corps d'infanterie comme le Royaume-Uni (« 60th rifles/King's Royal Rifle Corps »), l'Inde (« 1st Gorkha Rifles ») ou les États-Unis (« Regiment of Riflemen »).